# Tattartjärnen (Skinnskattebergs socken, Västmanland)
Tattartjärnen är en sjö i Skinnskattebergs kommun i Västmanland och ingår i Norrströms huvudavrinningsområde. Sjön är 13 meter djup, har en yta på 0,04 kvadratkilometer och befinner sig 154 meter över havet.